# هاري إيغل
هاري إيغل (بالإنجليزية: Harry Eagle)‏ هو عالم أمراض أمريكي، ولد في 1905 في نيويورك في الولايات المتحدة، وتوفي في 21 يونيو 1992.